# Free jazz
Free Jazz ou "New Thing", como foi chamado mais tarde, é um estilo de jazz criado nos Estados Unidos da América por músicos afro-americanos como John Coltrane e Rashied Ali, originário do Bebop e que propunha uma liberdade de improvisação musical total do músico e de uma diferenciação de atitude musical da música produzida pelos anglo-americanos.
Tinha influência da música contemporânea produzida pelo compositor americano John Cage e conceitos musicais como atonalismo ou música aleatória. Vários músicos internacionais seguiram esta tendência durante as décadas de 1960 e 1970, principalmente aqueles que ideologicamente se identificavam com a questão do Movimento dos Direitos Civis nos EUA àquela época. Incluem-se músicos como o argentino Gato Barbieri, os ingleses John McLaughlin e Tony Oxley, os alemães Peter Brötzmann e Theo Jörgensmann a austríaca Das erste Wiener Gemüseorchester, os americanos Sun Ra e o brasileiro Hermeto Pascoal entre os mais representativos no mundo.